# Forbes Carlile
Forbes Carlile OBE (Melbourne, 3 juni 1921 – Sydney, 2 augustus 2016) was een zwemcoach en deelnemer aan de Olympische Zomerspelen 1952 in de moderne vijfkamp.

## Biografie
Carlile begon in 1946 met het coachen van jonge zwemmers. In 1948 leidde hij de Australische zwemploeg op de Olympische Zomerspelen 1948. Deze job deed hij ook op de Olympische Zomerspelen 1956. Op de Olympische Zomerspelen 1960 was hij wetenschappelijk adviseur voor de Australische zwemploeg. Op de Olympische Zomerspelen 1964 was hij coach van het Nederlandse zwemteam. Onder meer Shane Gould en Gail Neall werden door hem getraind. Hij zou zwemcoach blijven tot de Olympische Zomerspelen 1980.
In 1952 nam hij zelf deel aan de Olympische Spelen in Helsinki in de moderne vijfkamp. Carlile werd 25ste.
Carlile overleed in 2016 op 95-jarige leeftijd.
- International Standard Name Identifier: 0000 0003 8374 8278
- Library of Congress Control Number: n87117204
- Nederlandse Thesaurus van Auteursnamen: 074537709
- Système universitaire de documentation: 232577668
- Virtual International Authority File: 271279683
- WorldCat: E39PBJd89G9ghy9hKjxqRBV9jC